# Недяк Андрій Дмитрович
Андрій Дмитрович Недяк (нар. 27 березня 1963, Кременчук, Полтавська область) — радянський та український футболіст, український футбольний функціонер. Грав на позиції захисника, виступав, зокрема за «Колос» (Полтава), «Металіст» (Харків) і «Кремінь» (Кременчук). Директор футбольного клубу «Кремінь» (Кременчук).